# Anomalocarididae
Los anomalocarídidos (Anomalocarididae) o a veces mal escrito como anomalocáridos (Anomalocaridae) (gr.: "gambas extrañas"), son una familia extinta de animales marinos muy antiguos conocidos a partir de fósiles hallados en yacimientos del Cámbrico en China, Norteamérica, Australia y el norte de África. Los anomalocarídidos son algunos de los animales del Cámbrico más grandes conocidos y muchos de ellos fueron probablemente depredadores activos. Los anomalocarídidos prosperaron durante el Cámbrico (inferior y medio).

## Características
Los anomalocarídidos eran animales segmentados nadadores; alrededor de la boca poseían dos apéndices que se asemejan al cuerpo de las gambas, llamados "apéndices frontales", cada uno con generalmente 14 podómeros (cada una de las unidades segmentarias de dichos apéndices) y que les sirvieron para atrapar a sus presas. La boca era una estructura circular con la forma de un disco, pero con un anillo de dientes duros y afilados en el orificio central, esta estructura es llamada "cono oral". Esta "boca" estaba compuesta por varias placas organizadas trirradialmente. Los dientes del cono oral no se encontraban en la mitad, se ha asumido que esto les permitía escarbar las corazas de pequeños artrópodos como los trilobites, de los cuales se han hallado varios fósiles con marcas de mordeduras, y si bien estudios más recientes han puesto en duda esta afirmación, no se descarta que haya sido así debido a otros factores, como coprolitos con contenido en trilobites encontrados que son tan grandes que tuvieron que haber pertenecido a un animal tan grande como los anomalocarídidos, y otras técnicas de caza.
Los anomalocarídidos presentaban grandes ojos compuestos pedunculados que les permitían tener mayor eficiencia al cazar y detectar posibles presas, también presentaban un cuerpo flanqueado por una serie de lóbulos para nadar, tres pares pequeños cerca de la cabeza, y otros tantos más grandes por todo el cuerpo, los últimos lóbulos se transformaban en una cola.
En comparación con muchas de las otras criaturas marinas de sus tiempos, los anomalocarídidos eran extremadamente ágiles. Los lóbulos de sus flancos se podían mover en forma de onda a manera en que lo hacen las sepias de la actualidad, cosa que les permitía moverse a velocidades considerables o simplemente "levitar". La coraza de los anomalocarídidos era más flexible que la de sus presas, permitiendo una mayor movilidad.
Cuando los fósiles de Anomalocaris (el género tipo) fueron descritos por primera vez, los brazos de alrededor de la boca fueron clasificados como artrópodos de otro tipo, se pensaba que la boca era una medusa fosilizada que fue denominada Peytoia y que el cuerpo era un esponja que fue llamada "Laggania", sin relacionarlos con la cabeza. Las piezas no fueron finalmente relacionadas hasta los años 80; desde entonces se ha descrito una serie de géneros y especies, que se diferencian en pequeños detalles de los brazos, en si tienen cola o no, en la situación de la boca, etc., pero más recientemente algunos de ellos ya no se consideran anomalocarídidos y fueron trasladados a sus debidos géneros.

## Clasificación

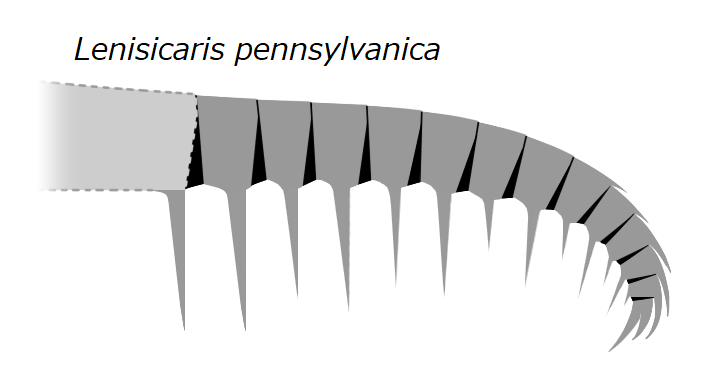
Apéndice frontal de Lenisicaris pennsylvanica

Alrededor de la década de 1990 y principios de 2010, Anomalocarididae incluía todas las especies de radiodontos, posiblemente de ahí el porqué el término "anomalocarídido" a veces se usaba para designar a todo radiodonto. Este ya no es el caso después de la revisión realizada por Vinther et al. en 2014, ya que desde entonces Anomalocarididae se restringe sólo a Anomalocaris y, en su caso, a unos pocos géneros estrechamente relacionados. En 2021 Wu et al. aceptaron sólo a Anomalocaris (excluyendo a "A." saron, "A." kunmingensis y "A." briggsi) y Lenisicaris como miembros de Anomalocarididae, mientras que Paranomalocaris es incluido cuestionablemente por algunos estudios también.
Anomalocarididae se distingue de Amplectobeluidae (un grupo similar) por la presencia de un cono oral trirradial y un primer endito distal no hipertrofiado. En comparación con Hurdiidae y Tamisiocarididae, estas dos familias de radiodontos compartían muchos caracteres (por ejemplo longitud alternada de los enditos; cuerpo hidrodinámico; cabeza pequeña con escleritos ovoides; aletas natatorias bien desarrolladas; "aletas caudales"; estilo de vida de depredador rapaz y forman un clado en el análisis filogenético múltiple.